# تومونوبو هيروا
تومونوبو هيروا (باليابانية: 廣井 友信) (11 يناير 1985 في هينو في اليابان – )؛ هو لاعب كرة قدم ياباني سابق كان يلعب كمدافع.

## وصلات خارجية
- تومونوبو هيروا على موقع رابطة كرة القدم اليابانية للمحترفين (اليابانية)
- تومونوبو هيروا على موقع قاعدة بيانات كرة القدم.إي يو (الإنجليزية)
- تومونوبو هيروا على موقع Soccerway.com (الإنجليزية)
- تومونوبو هيروا على موقع عالم كرة القدم.نت (الإنجليزية)